# Stanisław Konarski
Stanisław Konarski (faktisk navn: Hieronim Konarski; født 30. september 1700, død 3. august 1773) var en polsk pædagog, uddannelsesreformator, politisk forfatter, digter, dramatiker, piaristpræst og forløber for oplysningstiden i det polsk-litauiske samvælde.

## Liv og gerning
Konarski blev født i Żarczyce Duże, Świętokrzyskie voivodeskab. Han studerede fra 1725 til 1727 på Collegium Nazarenum i Rom, hvor han blev lærer i retorik. Derefter rejste han gennem Frankrig, Tyskland og Østrig og Polen for at udvide sin uddannelse.
I 1730 vendte han tilbage til Polen og begyndte at arbejde på en ny udgave af polsk lov, Volumina legum.
Fra 1736 underviste han på Collegium Resoviense i Rzeszów. I 1740 grundlagde han Collegium Nobilium, en eliteskole i Warszawa for sønner af adelen (szlachta). Han grundlagde det første bibliotek på det europæiske fastland i 1747 i Warszawa. Derefter reformerede han piaristuddannelse i Polen i overensstemmelse med sit uddannelsesprogram, Ordinationes Visitationis Apostolicae ... (1755). Hans reformer blev et varsel om det 18. århundredes kamp for at modernisere det polske uddannelsessystem.
Tidligt blev Konarski politisk forbundet med kong Stanisław Leszczyński; senere med Czartoryski "Familia" og kong Stanisław August Poniatowski. Han deltog i sidstnævnte berømte "torsdagsmiddage." Stanisław August fik en medalje til at blive slået til Konarskis ære med hans lighed og mottoet fra Horace, Sapere auso ("Vov at vide!"). Konarski hævdede meget kraftigt, at vetoretten, der traditionelt var blevet udøvet af den polske adel, ikke var lov, men en skik.
I sit vigtigste arbejde, den fire-delige O skutecznym rad sposobie albo o utrzymywaniu ordynaryinych seymów ("Om en effektiv måde for råd eller om gennemførelse af almindelige sejmer", 1760-1763) afslørede han et vidtrækkende reformprogram for det polske parlamentariske system og politisk omorganisering af Commonwealth's centralregering, som omfattede hjælp til monarken med et permanent styrelsesråd.
Konarski døde, 72 år gammel, i Warszawa, Polen. Hans hjerte er begravet i en urne i Piaristkirken i Krakow.

## Hæder
Hans buste kan ses ved indgangen til krypten af denne kirke placeret på ulica Świętego Jana.